# La Chapelle-aux-Bois
La Chapelle-aux-Bois – miejscowość i gmina we Francji, w regionie Grand Est, w departamencie Wogezy.
Według danych na rok 1990 gminę zamieszkiwały 733 osoby, a gęstość zaludnienia wynosiła 24 osób/km² (wśród 2335 gmin Lotaryngii La Chapelle-aux-Bois plasuje się na 468. miejscu pod względem liczby ludności, natomiast pod względem powierzchni na miejscu 60.).